# Aeroporto Pedro Otacílio Figueiredo
O Aeroporto Pedro Otacílio Figueiredo foi um aeroporto que serviu a cidade baiana de Vitória da Conquista e região.  De propriedade do Governo do Estado, era administrado por uma empresa privada, a Socicam. Possuia voos diários para Salvador, São Paulo, Belo Horizonte e Brasília pelas empresas Azul e Passaredo. O aeroporto estava completamente inserido na rede urbana, passou por reforma para melhoria das condições de conforto dos passageiros no terminal. 
Em virtude da demanda de um aeroporto de maior capacidade e sem condições de ampliação, foi inaugurado, em 23 de julho de 2019, o novo aeroporto da cidade, o Aeroporto Glauber Rocha, tendo o aeroporto Pedro Otacílio Figueiredo seu último voo em 24 de julho de 2019, sendo atendido, em seu último período de atividade, pela aeronave ATR-72, através da Passaredo e Azul.
O aeroporto contava com terminal para passageiros climatizado, estacionamento, divisão de combate a incêndio, sistema de proteção ao voo PAPI e NDB, balizamento noturno, farol rotativo e uma estação de rádio AFIS (130.30) para prestar informações acerca das condições de uso do aeródromo aos pilotos.

## História
Em 1937, num terreno doado pela Prefeitura, na gestão de Florentino Mendes, começou a construção do “Campo de Aviação de Vitória da Conquista” (nome que se dava aos pequenos aeroportos da época), sob a orientação do projeto do engenheiro Lourival Dantas. Quem limpou a área para a abertura do campo foi Pedro Otacílio de Figueiredo (limpou toda a área sozinho e com uma simples enxada). O nome do aeroporto foi uma homenagem a ele.
Surgiu, na mesma época, o Aero Clube, iniciativa de Crescêncio Antunes da Silveira, Antônio Alves Nascimento e Henrique Hufinagel. E no dia 1º de setembro de 1939 pousava no campo o aeroplano “PP-FAIRCHILD”, pilotado pelo 1º Tenente Aviador Antônio Eugênio Basílio, conforme “Notas de Leôncio Sátyro dos Santos”, que assim se expressou: "Hoje, 1º de setembro de 1939, tivemos a glória de ver inaugurado o campo de aviação nesta cidade de Conquista. Vindo da Bahia (Salvador, como era chamada pelos interioranos)o aeroplano PP-E.A.E. “Fairchild”. às 11 e 40 minutos pilotado pelo 1º tenente aviador naval Antônio Eugênio Basílio com os Engenheiros Civis José de Oliveira Machado e Galdino Mendes Filho; alçou vôo à 1 e 40 minutos do mesmo dia com destino a Canavieiras."
O antigo campo de aviação deu lugar mais tarde ao Aeroporto Pedro Otacílio Figueiredo, construído pelo ex-governador Roberto Santos, que o reinaugurou no dia 11 de março de 1979.
Foi instalada na mesma ocasião a Cia de Táxi-Aéreo Abaeté e implantada a Cia Nordeste Linhas Aéreas da Bahia, por aviões Bandeirantes. O serviço passou à supervisão do DAB – Departamento de Aviação da Bahia, ligado à Secretaria de Transportes do Estado.
O aeroporto foi desativado após 50 anos de sua inauguração e todas as operações foram transferidas para o novo aeroporto.

## Novo aeroporto
O aeroporto operou com 9 voos durante a semana, 7 voos aos sábados e 5 voos aos domingos. O número de passageiros aumentou à medida que novas companhias entram no mercado e com as obras de melhoria do aeroporto. Mas o governo inaugurou um novo aeroporto face às limitações do primeiro, localizado no povoado de Pé de Galinha, às margens da BR-116 — a sete quilômetros da cidade, com uma pista de pouso e decolagem com 2 100 metros de comprimento e 45 metros de largura, em condições de operar aviões de grande porte. Terá também um pátio para aeronaves de 193 metros de comprimento e 50 metros de largura, uma pista para taxiamento de aviões, rampa de equipamentos, subestação elétrica, balizamento noturno e acessos viários, além de tudo que existe de moderno em termos de serviço de prevenção, salvamento e combate a incêndio em uma área total de seis milhões de metros quadrados. O aeroporto, inaugurado em 23 de julho de 2019, está capacitado a receber aeronaves Boeing 737-800, passando a atuar com aviação regular (voos de linhas aéreas e transporte de cargas) e não regular (voos executivos) e também voos internacionais

## Acidentes e incidentes
- 6 de março de 1955: Um Douglas DC-3 da Real Transportes Aéreos, registro PP-YPZ, caiu durante a aproximação para pousar em Vitória da Conquista. O trem de pouso abaixou, mas não travou. O piloto fez uma elevação durante uma curva para a esquerda e atingiu um carro, e pegou fogo. Dos 21 passageiros e tripulantes a bordo, cinco morreram.[7]
- 9 de outubro de 1985: Um Embraer EMB-110 Bandeirante da Nordeste Linhas Aéreas, registro PT-GKA, operando um voo de carga de Vitória da Conquista para o Aeroporto Dois de Julho (Salvador) caiu durante a subida inicial em Vitória da Conquista, depois de voar anormalmente baixo. Os dois tripulantes morreram.[8]
- 25 de agosto de 2010: o voo 2231, da Passaredo Linhas Aéreas, operado com um Embraer ERJ-145, pousou de barriga na aproximação em Vitória da Conquista, após danos no trem de pouso. O incidente se deu nos limites do aeroporto, próximo à pista. Como resultado, os motores da aeronave pegaram fogo. Duas das 27 pessoas a bordo ficaram levemente feridas, sendo encaminhadas a um hospital. A companhia aérea afirmou que não foi possível baixar o trem de pouso.[9]